# Abborrtjärnen (Anundsjö socken, Ångermanland, 706165-157643)
Abborrtjärnen är en sjö i Örnsköldsviks kommun i Ångermanland och ingår i Moälvens huvudavrinningsområde.